# يونيسكي غونزاليس
يونيسكي غونزاليس مواليد 5 يوليو 1985 في كوبا، هو ملاكم محترف كوبي يصنف ضمن فئة وزن خفيف الثقيل.

## إحصائيات
خاض خلال مسيرته 20 نزالا، فاز في 18 ولم يتعادل وخسر في 2. فاز بالضربة القاضية في 14 نزالا.

## روابط خارجية
- يونيسكي غونزاليس على موقع بوكس ريك (الإنجليزية) (registration required)